# Podocarpus purdieanus
Podocarpus purdieanus är en barrträdart som beskrevs av William Jackson Hooker. Podocarpus purdieanus ingår i släktet Podocarpus och familjen Podocarpaceae. IUCN kategoriserar arten globalt som starkt hotad. Inga underarter finns listade i Catalogue of Life.